# マーベル・プロダクション
マーベル・プロダクション（Marvel Production）は、かつて存在していたアニメーション制作会社。カリフォルニア州ロサンゼルス市ハリウッドに本社があり、マーベル・エンターテインメントのテレビ・映画スタジオの子会社だった。

## 製作・配給作品

### テレビアニメ
1981年
- スパイダーマン - 番組販売、マーベル・プロダクションでは初のアニメ化作品[2]
- スパイダーマン&アメイジング・フレンズ - NBCの作品[3]。超人ハルクとクロスオーバーした作品。[2][4]

1982年
- 超人ハルク - NBC、スパイダーマン&アメイジング・フレンズとクロスオーバーした作品。[2][4]
- Meatballs & Spaghetti - CBSの作品、インターメディア・エンターテイメント、パン・サング・イースト社、MGM/UAによる共同制作[5]
- Pandamonium

1983年
- ダンジョンズ&ドラゴンズ - TSRエンターテイメントとダンジョンズ・ドラゴンズ・エンターテイメントによる共同制作
- 地上最強のエキスパートチーム G.I.ジョー

1984年
- マペット・ベイビーズ
- 戦え!超ロボット生命体トランスフォーマー

1985年
- Little Muppet Monsters
- Super Sunday（別名:Super Saturday）
  - Robotics
  - Big Foot And Musle-Machine

1986年
- Jem and Hologlam[6]
- In Humanoid[7]
- My Little Pony My Friends
  - Glow Friends
  - Moon Dreamers
  - Potato Head Kids

1986年
- Defenders of the Earth[8]

1987年
- アニメ・フラグルロック
- Little Wizards
- The Little Clowns of Happytown[9] - ムラカミ・ウルフ・スウェンソンによる共同制作[10]。

1988年
- Dino-Riders[11]
- ロボコップ

1989年
- Rude Dog and the Dweebs
- X-メン:プライド・オブ・ザ・エックスメン - テレビパイロット作品

1990年
- Attack of The Killer Tomato
- Kid and Play
- Space Cats

1991年
- Bucky O'Hare and the Toad Wars!
- Little Shop

1993年
- バイカーマイス[12]

1996年
- 超人ハルク

放送中止になった作品
- The Young Astronauts
- Stealth Warriors

### テレビスペシャル
1981年
- Pink at First Sight
- The Grinch Grinches the Cat in the Hat

1983年
- The Charmkins

1984年
- My Little Pony: Rescue at Midnight Castle
- The Secret World of the Very Young

1985年
- My Little Pony: Escape from Catrina

1987
- Blondie and Dagwood

1989
- Blondie and Dagwood: Second Wedding Workout

1993
- The Magic Paintbrush

### 映画作品
1986年
- My Little Pony: The Movie
- The Transformers: The Movie

1987年
- G.I. Joe: The Movie

1993年
- Gahan Wilson's Diner

以下、タイトルのみ
- ピンク・パンサーX（1982年）
- ピンク・パンサー5 クルーゾーは二度死ぬ（1983年）

### TVパイロット
- Solarman
- X-メン:プライド・オブ・ザ・エックスメン